# Peter Slotte
Peter Stig Bertel Slotte, född 14 april 1941 i Karleby, är en finländsk språkvetare.
Slotte gick i Gamlakarleby svenska samlyceum och studerade därefter svenska vid Åbo Akademi. Han blev filosofie doktor 1978. Samma år tillträdde han en tjänst som forskare vid Forskningscentralen för de inhemska språken, där han 1981 blev huvudredaktör för Ordbok över Finlands svenska folkmål. Slotte disputerade på en avhandling i namnforskning, Sjönamnen i Karlebynejden, och har vid Focis även anlitats som expert i namnärenden och granskat det svenska namnskicket på grundkartorna. Han är docent i svenska språket vid Åbo Akademi sedan 1986. Han har skrivit uppsatser i namnforskning och dialektologi och var 1994–2001 redaktör för Folkmålsstudier.